# Trasformazione di Householder
In matematica, una trasformazione di Householder in uno spazio tridimensionale è la riflessione dei vettori rispetto ad un piano passante per l'origine. In generale in uno spazio euclideo essa è una trasformazione lineare che  descrive una riflessione rispetto ad un iperpiano contenente l'origine.
La trasformazione di Householder è stata introdotta nel 1958 dal matematico statunitense Alston Scott Householder (1905-1993). Questa può essere usata per ottenere una fattorizzazione QR di una matrice.

## Definizione e proprietà
La riflessione di un punto {\displaystyle \mathbf {x} } rispetto ad un iperpiano, definito come ortogonale ad un versore {\displaystyle \mathbf {u} }, è data da:
{\displaystyle \mathbf {x} -2\langle \mathbf {x} ,\mathbf {u} \rangle \mathbf {u} =\mathbf {x} -2\mathbf {u} (\mathbf {u} ^{\text{T}}\mathbf {x} )}
dove {\displaystyle \langle ,\rangle } denota il prodotto scalare euclideo, analogo al prodotto tra matrici, che definisce la distanza di {\displaystyle \mathbf {x} } dall'iperpiano, mentre {\displaystyle \mathbf {u} ^{T}} denota la trasposta (la trasposta coniugata nel caso complesso) del vettore {\displaystyle \mathbf {u} } (inteso come matrice di una sola colonna). Si tratta di una trasformazione lineare che è rappresentata dalla matrice di Householder:
{\displaystyle U=I-2\mathbf {u} \mathbf {u} ^{T}}
dove {\displaystyle I} è la matrice identità.
La matrice di Householder ha le seguenti proprietà:
- è una matrice hermitiana (simmetrica), ovvero {\displaystyle U=U^{T}}. Infatti:

{\displaystyle U^{T}=(I-2\mathbf {u} \mathbf {u} ^{T})^{T}=I-2(\mathbf {u} \mathbf {u} ^{T})^{T}=I-2((\mathbf {u} ^{T})^{T}\mathbf {u} ^{T})=I-2\mathbf {u} \mathbf {u} ^{T}=U}
- è ortogonale, ovvero {\displaystyle U^{T}=U^{-1}}, cioè {\displaystyle U^{T}U=I}. Infatti:

{\displaystyle {\begin{aligned}U^{T}U&=UU\\&=(I-2\mathbf {u} \mathbf {u} ^{T})(I-2\mathbf {u} \mathbf {u} ^{T})\\&=I-4\mathbf {u} \mathbf {u} ^{T}+4\mathbf {u} \underbrace {\mathbf {u} ^{T}\mathbf {u} } _{\lVert \mathbf {u} \rVert =1}\mathbf {u} ^{T}\\&=I-4\mathbf {u} \mathbf {u} ^{T}+4\mathbf {u} \mathbf {u} ^{T}\\&=I\end{aligned}}}
- Si è così dimostrato che {\displaystyle U} è un'involuzione, ovvero {\displaystyle U^{2}=I}.
- Possiede soltanto autovalori uguali a {\displaystyle \pm 1}.
- Il determinante (prodotto degli autovalori) è {\displaystyle -1}.

Le matrici di Householder sono un caso particolare di matrici elementari.

## Applicazione della matrice di trasformazione
La matrice di Householder {\displaystyle U} può essere usata per annullare tutte le componenti di un vettore tranne la prima, nel modo seguente. Siano:
{\displaystyle \mathbf {x} ={\begin{pmatrix}x_{1}\\\vdots \\x_{n}\end{pmatrix}}\qquad \mathbf {e} _{1}={\begin{pmatrix}1\\0\\\vdots \\0\end{pmatrix}}}
e si definisce:
{\displaystyle \sigma =\|\mathbf {x} \|\qquad \mathbf {v} =\mathbf {x} +\sigma \mathbf {e} _{1}={\begin{pmatrix}x_{1}+\sigma \\x_{2}\\\vdots \\x_{n}\end{pmatrix}}}
Si ha, per una {\displaystyle U=I-\lambda \mathbf {v} \mathbf {v} ^{T}}con {\displaystyle \lambda } opportuno, che:
{\displaystyle U\mathbf {x} ={\begin{pmatrix}-\sigma \\0\\\vdots \\0\end{pmatrix}}}
Infatti, definendo {\displaystyle {\frac {1}{\lambda }}=\alpha } dove
{\displaystyle \alpha ={\frac {\|\mathbf {v} \|^{2}}{2}}={\frac {\mathbf {v} ^{T}\mathbf {v} }{2}}={\frac {(\mathbf {x} +\sigma \mathbf {e} _{1})^{T}(\mathbf {x} +\sigma \mathbf {e} _{1})}{2}}={\frac {\overbrace {\mathbf {x} ^{T}\mathbf {x} } ^{\|\mathbf {x} \|^{2}=\sigma ^{2}}+2\sigma x_{1}+\sigma ^{2}}{2}}=\sigma ^{2}+\sigma x_{1}}
si ha:
{\displaystyle U\mathbf {x} =\left(I-{\frac {1}{\alpha }}\mathbf {v} \mathbf {v} ^{T}\right)\mathbf {x} =\mathbf {x} -{\frac {1}{\alpha }}\left(\mathbf {x} +\sigma \mathbf {e} _{1}\right)\left(\mathbf {x} +\sigma \mathbf {e} _{1}\right)^{T}\mathbf {x} =\mathbf {x} -{\frac {1}{\alpha }}\left(\mathbf {x} +\sigma \mathbf {e} _{1}\right)\left(\sigma ^{2}+\sigma x_{1}\right)=\mathbf {x} -{\frac {1}{\alpha }}\left(\mathbf {x} +\sigma \mathbf {e} _{1}\right)\alpha =\mathbf {x} -\mathbf {x} -\sigma \mathbf {e} _{1}=-\sigma \mathbf {e} _{1}}

## La fattorizzazione QR
Sia {\displaystyle \mathbf {x} } un arbitrario vettore colonna m-dimensionale di lunghezza {\displaystyle |\alpha |} (per la stabilità numerica del metodo si assume che {\displaystyle \alpha } ha lo stesso segno della prima coordinata di {\displaystyle \mathbf {x} }). Se {\displaystyle \mathbf {e} _{1}} è il vettore {\displaystyle (1,0,\dots ,0)^{T}}, si considerino:
{\displaystyle \mathbf {u} =\mathbf {x} -\alpha \mathbf {e} _{1}\qquad \mathbf {v} ={\frac {\mathbf {u} }{\|\mathbf {u} \|}}\qquad Q=I-2\mathbf {v} \mathbf {v} ^{t}}
Data la matrice di Householder {\displaystyle Q}, per quanto detto sopra si ha:
{\displaystyle Q\mathbf {x} =(\alpha ,0,\dots ,0)^{T}}
e questo risultato può essere usato per trasformare gradualmente una matrice {\displaystyle A} di tipo {\displaystyle m\times n} nella forma triangolare superiore: innanzitutto si moltiplica {\displaystyle A} per la matrice di Householder {\displaystyle Q_{1}} ottenuta scegliendo {\displaystyle \mathbf {x} } per la sua prima colonna. Questa risulta in una matrice {\displaystyle QA} che presenta zeri nella colonna sinistra, ad eccezione della sola prima riga:
{\displaystyle Q_{1}A={\begin{bmatrix}\alpha _{1}&\star &\dots &\star \\0&&&\\\vdots &&A'&\\0&&&\end{bmatrix}}}
Questa modifica può essere ripetuta per {\displaystyle A'} mediante una matrice di Housholder {\displaystyle Q_{2}}. Si noti che {\displaystyle Q_{2}} è
più piccola di {\displaystyle Q_{1}}. Poiché si vuole che sia reale, per operare su {\displaystyle Q_{1}A} invece di {\displaystyle A'} è necessario espandere
questa nella parte superiore sinistra, riempiendola di entrate 1, o in generale:
{\displaystyle Q_{k}={\begin{bmatrix}I_{k-1}&0\\0&Q_{k}'\end{bmatrix}}}
Dopo {\displaystyle t} iterazioni di questo processo, con {\displaystyle t=\min(m-1,n)}, si giunge a:
{\displaystyle R=Q_{t}\dots Q_{2}Q_{1}A}
che è una matrice triangolare superiore. In tal modo, con:
{\displaystyle Q=Q_{1}Q_{2}\dots Q_{t}}
la decomposizione {\displaystyle A=QR} è una decomposizione QR di {\displaystyle A}. Questo metodo risulta numericamente stabile.